# Scopanta rufula
Scopanta rufula är en skalbaggsart som beskrevs av Leon Fairmaire 1893. Scopanta rufula ingår i släktet Scopanta och familjen långhorningar.
Artens utbredningsområde är Madagaskar. Inga underarter finns listade i Catalogue of Life.